# Karlsbad (Baden)
Karlsbad (Baden) é um município da Alemanha, no distrito de Karlsruhe, na região administrativa de Karlsruhe, estado de Baden-Württemberg.

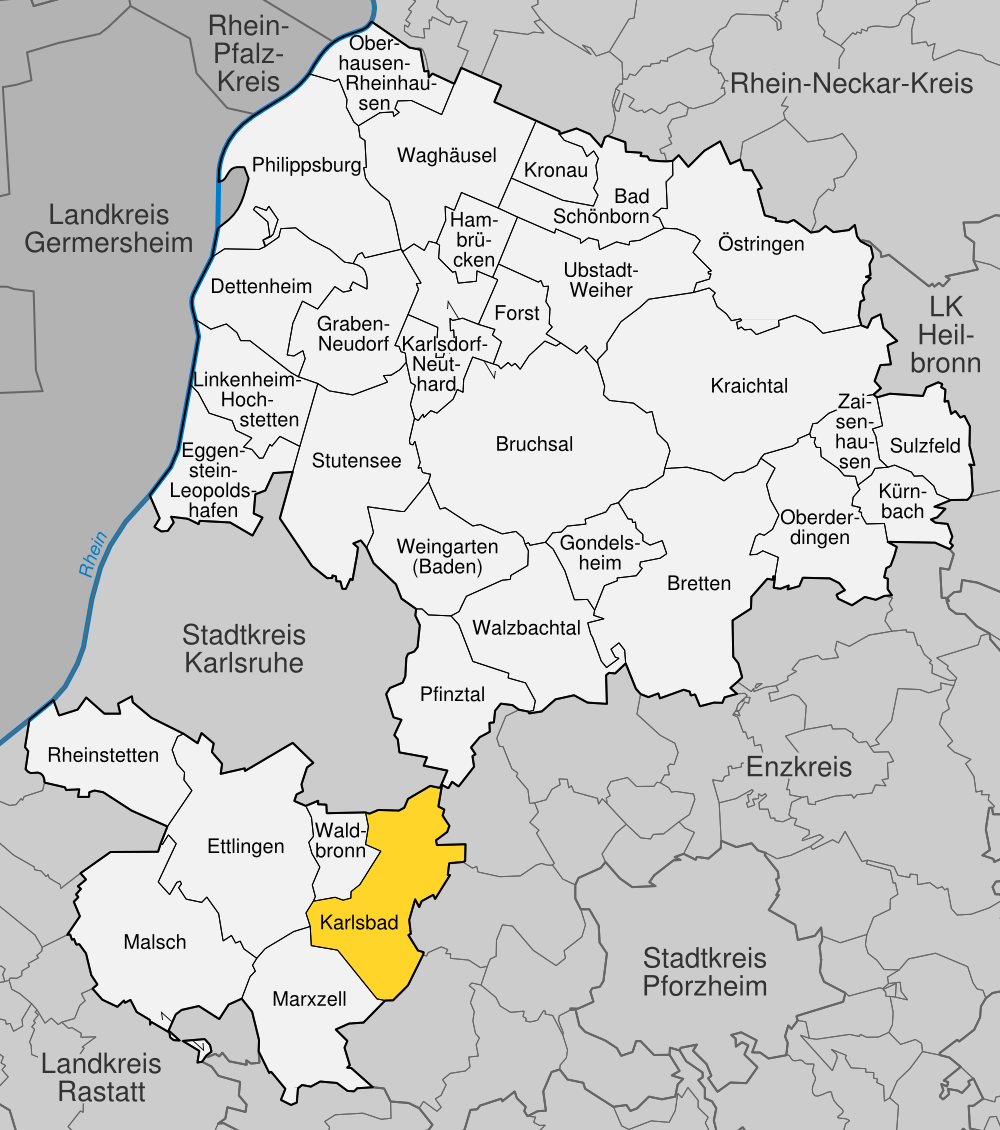
Karlsbad no distrito de Karlsruhe